# Напукла брадавица
Напукла брадавица је болни расцеп или пукотина горњег осетљивог слоја епидерма брадавице дојке, настале услед механичких оштећења током дојења, као резултат бројних могућих узрока. Клиничку слику карактерише бол, сувоћа или надражај једне или обе брадавице током дојења. Мајка с испуцаном брадавицом може имати јаке болове у брадавицама што је дестимулише да настави са дојењем. Пукотина се може појавити као усек само на врху брадавице који се може проширити до њене основе. Испуцала брадавица се може санирати фармаколошким и нефармаколошким третманом.

## Епидемиологија
У истраживању спроведеном у Њујорку, 35% дојиља престало је да доји након једне недеље због болова након појаве напуклих брадавица. Тридесет посто је престало да доји између прве и треће недеље.
Друго истраживање мајки које доје у Бразилу утврдило је да постоји 25% већи ризик од прекида ексклузивног дојења када су жене имале испуцале брадавице. 
Мајке са вишим нивоом образовања у највећем броју случајева су наставиле да доје упркос боловима изуазваним испуцалим брадавицама. 

## Патогенеза
Пукотине на брадавица мајке настају као резултат механичког оштећења епидерма брадавице од стране дојенчета током сисања. Код правилног положаја брадавице током дојења, она је дубоко у бебиним устима и практично је непомична, а бебини десни и усне стимулишу само ареолу дојке (кружно подручје око брадавице). Ако беба није правилно прихватила дојку, она интензивно сиса брадавицу или је механички ваља у устима. То доводи до повреда брадавице изазване трењем.
Додатни фактори који доприносе настанку пукотина такође укључују:
- Гљивично обољење у пределу уста бебе, које током или после дојења можете изазвати пукотине у брадавицама брадавице и болна пробадања у дојкама. Гљивице (soor, су гљивична болест уста која се јављају када гљивице, које су природно присутне у телу, неконтролисано расту и шире се.
- недостатак витамина у телу мајке,

- ношење истрљаног доњег веша

- неправилна лична хигијена, која може изазвати екцем, који се може добити од сувог ваздуха, остатака детерџента за веш, масти или лосиона који се наносе на дојку, сапуна за купање или антибактеријских средства за чишћење коже, пудера, лакова за косу, дезодоранса, парфема или колоњске воде.

## Симптоми
Дојење не би требало бити болно, и зато је појава бола сигнал упозорења који указује мајкци на неку од неправилности током дојења коју треба исправити. 
Један од главних симптома је бол у брадавицама током храњења бебе, након додира, понекад и у мировању. Повремено се може јавитии крв из брадавица током прве недеље дојења може бити узрокован појачаним протоком крви у дојкама и растом ткива које ствара млеко. 
Ово је безопасно стање и требало би да прође без лечења у року од неколико дана.
Присуство крви или пукотина у брадавици је видљиво голим оком. У ређим случајевима, могу се јавити и чиреви на брадавици.

## Терапија
У великој већини случајева лечење се састоји од минимизирања штетних фактора и примени топикалних лековитих једињења (масти или крема).
Како неправилан положај бебе изазива јаке болове у брадавицама исправљање технике дојења може у великој мери умирити или излечити испуцале брадавице. Понекад је за решавање овог проблема довољна врло мала корекција позиционирања.

## Компликације
Бактерије из спољашње средине могу ући у дојку кроз испуцале брадавице, што повећава ризик од појаве бактеријски изазваног маститиса.
Инфекција брадавица се може јавити и гљивицама, позната и као кандидијаза узрокована гљивицом из рода Candida, најчешће врстом Candida albicans, која се уобичајено налази на кожи мајке или у устима бебе. Карактерише се појавом дубоким ружичастим, испуцаним и болним брадавицама.

## Превенција
- Исправно причвршћивање бебе за дојку
- Унос витамина за дојиље
- Ношење адекватног доњег рубље
- Коришћење посебних благих производа за хигијену дојки

## Прогноза
У већини случајева је повољна. У изузетно ретким случајевима инфекција фисура може довести до гљивичних и бактеријских упала у млечној жлезди.
Бебама углавном не сметају испуцале или повређене брадавице. Крв у млеку им не штети, тако да дојење може да се настави. Најважније у овој ситуацији је исправити проблем и дозволити брадавици да зарасте.